# Anahí (álbum)
Anahí es el primer álbum de estudio de la cantante mexicana Anahí, lanzado a la venta en marzo de 1993.
El álbum abarca principalmente el género pop, con estilos infantiles, y dedicados al público infantil. Entre las tantas cosas que ha hecho, a pesar de su corta edad es el de llevar un espectáculo: "El supershow de Anahí", por todo México, este estuvo durante cinco semanas consecutivas, el espectáculo se llevó a cabo en el circo Atayde Hermanos, este escenario le sirvió para promocionar su primer disco de larga duración, obteniendo grandes satisfacciones las cuales la afianzan en su carrera como cantante.
En la versión casete se incluyó el tema «Mensajero del señor», canción significativa que se hizo con motivo de la visita del Juan Pablo II a Yucatán, México.
El álbum fue popular entre los niños lo cual afianzó la carrera de Anahí. El álbum no contó con ningún sencillo oficial, pero el tema «Te doy un besito» fue utilizado como tema de cierre del programa Chiquilladas del Canal 5 de Televisa, en el cual Anahí participaba.
Los temas musicales del álbum son de autoría y origen argentino y fueron grabados originariamente en el año 1991 por la animadora infantil argentina Flavia Palmiero, los mismos formaron parte de los álbumes Flavia esta de fiesta y Flavia esta de fiesta - vol 2.

## Promoción

### Sencillos
- El álbum no contó con sencillos oficiales pero si se lanzaron dos sencillos promocionales, el primero «Te doy un besito», lanzado en 1992, fue utilizado como tema de cierre del programa "Chiquilladas" del Canal Cinco de Televisa, en el cual Anahí participaba, y donde comenzó su carrera.[3]
- El segundo sencillo promocional, «Mensajero del señor», canción significativa que se hizo con motivo de la visita del Juan Pablo II a Yucatán, México.[3] Este tema fue incluido sólo en el casete, lanzado a la venta en 1993.

## Lista de canciones
| CD - Anahí |                               |          |  |
| N.º        | Título                        | Duración |  |
| 1.         | «El ratón Pérez»              | 2:17     |  |
| 2.         | «Apaguen el despertador»      | 2:31     |  |
| 3.         | «No le tengo miedo al doctor» | 2:14     |  |
| 4.         | «Pastel de chocolate»         | 1:57     |  |
| 5.         | «Somos amigos»                | 3:27     |  |
| 6.         | «El blues de la paleta»       | 2:10     |  |
| 7.         | «Hay un chico que me gusta»   | 2:36     |  |
| 8.         | «El twist de mi hermano»      | 2:27     |  |
| 9.         | «Los dos al agua»             | 2:20     |  |
| 10.        | «Un casamiento en el zoo»     | 2:45     |  |
| 11.        | «A bailar la conga»           | 3:33     |  |
| 12.        | «Te doy un besito»            | 1:11     |  |

| Casete - Anahí |                       |          |  |
| N.º            | Título                | Duración |  |
| 13.            | «Mensajero del señor» | 3:35     |  |

## Historial de lanzamiento
| Región | Fecha         | Formato | Discográfica   |
| ------ | ------------- | ------- | -------------- |
| México | marzo de 1993 | CD      | Discos América |
| México | marzo de 1993 | Casete  | Discos América |